# Голям фашистки съвет
Големият фашистки съвет (на италиански: Gran Consiglio del Fascismo) е правителствена структура в Италия по време на управлението на страната от Бенито Мусолини. В историята на България, институционална, но не и идеологическа конструкта, аналогична на Големия фашистки съвет е Държавния съвет. Италианският орган има консултативни функции.
Големият фашистки съвет е учреден след похода към Рим – през декември 1922 г., и назначаването за министър-председател на Италия на Бенито Мусолини. Членовете на Съвета се назначават от Мусолини, който става негов постоянен председател. В състава на Съвета влизат министри от правителството и лидери на фашистката партия.
Съветът има широки правомощия, особено след 1928 г., когато се сдобива със статут на държавен орган. Съветът се занимава основно с идеологически въпроси – изготвя списъци с предложения за избор на депутати от фашистката партия, номинира кандидати за партийни секретари, изработва партийната позиция и политика по теми и въпроси от обществен интерес, контролира дейността на правителството, разглеждайки и давайки становища по законопроектите на изпълнителната власт преди внасянето им в Парламента и т.н. В този смисъл целта на съвета е да елиминира лобисткото законодателстване от предходния исторически период в Италия да 1922 г., довел до масовата корупция и разпадане на държавността в страната.

## Състав
1. Министър-председател на Италия: Бенито Мусолини (9 декември 1928 – 25 юли 1943);
2. Квадрумвирите – ръководителите на похода към Рим – Микеле Бианки, Емилио де Боно, Чезаре Мария де Веки и Итало Балбо;
3. Председателят на Италианския сенат и председател на Камарата на депутатите на Италия (от 1939 г. носи името Камара на фасциите и корпорациите).
4. Министрите на правосъдието, на външните работи, на земеделието и горското стопанство, на образованието, корпорациите, и на народната култура (сред имената на които се открояват като известни Галеацо Чано, Дино Алфиери).
5. Председателя на Кралската академия на Италия;
6. Секретаря на Националната фашистка партия (който е и секретар на Съвета).
7. Общественици избирани пряко Мусолини, които заемали длъжността членове на Съвета с мандат не по-малко от 3 години.